# Culturally Modified Trees
Bei Culturally Modified Trees, kurz CMTs handelt es sich um Bäume, die im Rahmen ihrer traditionellen Nutzung des Waldes durch indigene Kulturen verändert worden sind. Dabei wird der Begriff kulturell sehr weit gefasst.
Der kulturelle Wert der CMTs für die indigenen Gruppen ist seit langem bekannt, doch ihre Bedeutung als historische Quelle wurde erst seit Beginn der 1980er Jahre wahrgenommen. Inzwischen spricht man von „CMT-Archiven“ oder einfach „CMTs“, um ihre Bedeutung als Quellen hervorzuheben. Die Methodik der Erfassung und Interpretation hat erhebliche Fortschritte gemacht und die Fragestellungen sind verfeinert worden.
In der Öffentlichkeit sind die CMTs bisher kaum wahrgenommen worden, doch haben Markierungen der Bäume, wie im Stanley Park von Vancouver, sie auch den dortigen Großstädtern bekannt gemacht.

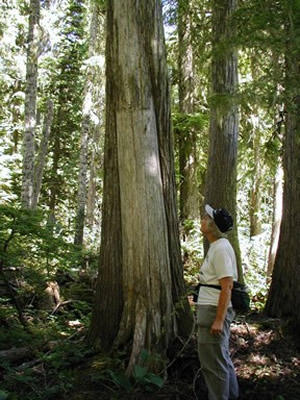
Ein Culturally Modified Tree im Gifford Pinchot National Forest, USA. Die Rinde des Lebensbaumes wurde abgeschält

Obwohl die Begrenzung auf die Bearbeitung durch Ureinwohner, insbesondere Indianer, nicht näher zu begründen ist, hat sie sich dennoch in Westkanada durchgesetzt. Analoges gilt für den Westen der USA, Nord-Skandinavien und Südost-Australien mit Blick auf die Indianer, die Samen und die Aborigines. Obwohl also nur selten außerhalb der indigenen Kulturen an CMTs geforscht wird, gibt es ein entsprechendes Forschungsprojekt für die Schnitzwerke der baskischen Hirten, die zwischen 1860 und 1930 in den USA entstanden sind.

## Typen
Die Veränderungen an den Bäumen werden streng kategorisiert. Es kann sich bei diesen Modifikationen um Arboglyphen handeln, also um Schnitzarbeiten an Bäumen, oder um Arbographen, Malereien an Bäumen. Diese sind jedoch recht selten. Sie können beispielsweise zur Erinnerung an ein historisches Ereignis vorgenommen worden sein. Viel häufiger sind im weitesten Sinne Gebrauchsspuren. Diese rühren etwa von der Herstellung eines Kanus oder der Gewinnung von Fasern für Decken, Kleidung oder Hüte. Die Fasern einiger Baumarten dienten sogar als Nahrungsmittel.

## Schutz, Erfassung und Analyse der CMT-Archive am Beispiel Kanada
In der kanadischen Provinz British Columbia unterliegen die Bäume einer komplizierten Gesetzgebung, die sich an die für historisch bedeutsame Stätten anlehnt. Dabei dürfen Bäume, die vor 1846 existierten und relevante Bearbeitungsspuren aufweisen, grundsätzlich nicht gefällt werden. Im Jahr 2000 wurde erstmals ein Kanadier wegen des Fällens mehrerer über 300 Jahre alter CMTs vor Gericht gestellt. Von 1996 bis 2006 wurde keine Genehmigung mehr erteilt, einen CMT zu fällen. 2006 wurde jedoch, gegen den Widerstand der Haida auf den Queen-Charlotte-Inseln (Haida Gwaii), eine solche Genehmigung erstmals wieder erteilt.
Selbst wenn die CMTs verschont werden, so bedeutet die Entfernung des natürlichen Sturmschutzes durch die Nachbarbäume eine erhebliche Gefährdung. Daher setzten etwa die Hupacasath auf Vancouver Island eine Schutzzone von mindestens 20 bis 30 m durch.
Die Bäume werden in einem inzwischen stark genormten Verfahren erfasst, klassifiziert und wenn möglich datiert. Die vorgefundenen Spuren werden datiert und entsprechenden Tätigkeiten und Ritualen der dort lebenden First Nations, wie die Indianer in Kanada genannt werden, zugeordnet. Dazu gibt es eine Reihe von Verfahrensvorschriften, die die Erfassung, aber auch die Sammlung der Beobachtungen und ihre Zusammenführung regeln. Entsprechende Formulare wurden entwickelt, um die Erfassung zu vereinfachen, zu beschleunigen und zu normieren. Damit erschließen sich die Ergebnisse einer vereinfachten, aber auch umfassenderen Analyse, etwa in Form von Statistiken und Landkarten. Erleichtert und verfeinert wird die Erfassung durch satellitengestützte Systeme zur Positionsbestimmung.
Die Gründe für diese Untersuchungen liegen einerseits in der besonderen Bedeutung, die diese Bäume für die rituellen Vollzüge und die Kultur der First Nations haben. Daher legen vor allem die Indianer im gemäßigten Regenwald, deren Bäume besonders langlebig und bis über 100 m hoch sind, großen Wert auf ihre Identifizierung und Erhaltung.
Die bearbeiteten Bäume stellen darüber hinaus eine sich erst langsam erschließende Quelle für die Geschichte der First Nations dar, die ansonsten für die voreuropäische Zeit auf archäologische Quellen und die mündliche Überlieferung angewiesen ist, oder aber auf Ergebnisse der Genetik zurückgreift.
Das stellt Historiker, Ethnohistoriker, Anthropologen und Völkerkundler vor erhebliche Probleme. Zum einen erwartet die Holzindustrie Klarheit darüber, welche Bäume gefällt werden dürfen, und welche nicht. Dass hierauf nicht immer Rücksicht genommen wird, liegt auf der Hand, insbesondere dort, wo noch keine Erfassung erfolgt ist. Zum anderen hat die in Kanada noch immer übliche Form der Holzgewinnung, der Kahlschlag, längst Gebiete geschaffen, in denen kein einziger dieser Bäume mehr steht. Weitere Probleme bereitet die Tatsache, dass diese historischen Artefakte von den meisten Nichtindianern gar nicht als solche erkannt werden. So kommt es immer wieder zur unbewussten Zerstörung von Quellen. Darüber hinaus sind Gebiete mit CMTs oftmals äußerst abgelegen, so dass Wissenschaftler auf Hinweise der Indianer und anderer Ortskundiger angewiesen sind, um die Artefakte überhaupt finden zu können.
Schließlich ergeben sich oftmals kulturelle Missverständnisse und Interessenkonflikte, denn häufig ist dieses Wissen um die entsprechenden Bäume nicht für die Öffentlichkeit bestimmt. Es „gehört“, etwa bei den Nuu-chah-nulth an der Westküste von Vancouver Island, bestimmten Familien, die auch im Besitz der entsprechenden Rituale, Ritualgegenstände, Erzählungen, Mythen und Tänze sind. Allein auf der kleinen Flores-Insel sind 71 culturally modified trees registriert, die wie Denkmäler, Archive oder Bibliotheken unter Schutz stehen.

## Anfänge der Forschung
Die Veränderungen an Bäumen wurden schon früh wahrgenommen, doch erst Anfang der 1980er Jahre wurde ihr Potential für die historische und völkerkundliche Forschung erfasst. Hebda und Mathewes wiesen 1984 auf die Bedeutung der CMTs für die pazifische Küste hin, die Spuren bis in die Zeit um 3000 v. Chr. liefern.
Die Bedeutsamkeit der CMTs wurde im Zusammenhang mit der Abholzung alter Baumbestände auf Vancouver Island von erheblicher politischer Bedeutung. Dabei arbeiteten historische Wissenschaften und First Nations eng zusammen. Der Kampf um Meares Island, der u. a. mit dem Argument ausgefochten wurde, hier werde eine wichtige historische Stätte zerstört, war auch aus diesem Grunde erfolgreich. In der Folge suchten andere Stämme ihre Wälder mit dem gleichen Argument unter Schutz zu stellen.

## Häufigste Baumarten und deren Nutzung
Gottesfeld hat 21 Baumarten nachgewiesen, die eine Rolle als CMTs spielen, allen voran die so genannte Western Red Cedar (Riesen-Lebensbaum, Thuja plicata), aber auch die Yellow Cedar (Nootka-Scheinzypresse, Chamaecyparis nootkatensis), dazu Fichten (Picea glauca u. a.), Hemlocktannen (Tsuga heterophylla), Kiefern (Pinus contorta, Pinus ponderosa) dazu Populus tremuloides, Populus trichocarpa und Alnus rubra. Hemlock- und Fichtenholz wurden auch verspeist oder als Medizin gebraucht. Fichten wurden wegen ihres Harzes genutzt, das als Klebstoff diente.
Die häufigsten Spuren stammten also vom Schälen der Rinde, von der Harzgewinnung, dem Schneiden von Planken und Brettern, sogar ganzen Kanus, Totempfählen oder Hausständern. Dazu kamen Test- oder Probelöcher, um den Zustand des Baumes zu eruieren. Auch die Entnahme von Zunder hinterließ Spuren.

## Entwicklung und Resultate einiger Forschungsprojekte
Die genannte, nicht näher begründbare Fokussierung auf indigene Völker hat lange zu einer Begrenzung auf wenige Gebiete geführt, in denen solche Forschungen betrieben wurden. Diese Projekte wurden vor allem in Westkanada, den USA, Nordskandinavien und Süd-Australien durchgeführt.
In British Columbia führte Prince 2001 eine Studie an Lodgepole-Kiefern durch (Pinus contorta), deren Rinde dort lange als Nahrungsmittel diente. Er suchte zwei Gebiete, in denen der Zugang zum Hauptnahrungsmittel Lachs einmal regelmäßig und ganzjährig möglich war, einmal hin und wieder unterbrochen wurde. Letzteres fand er am White Eye Lake. Dort zeigte sich, dass es in den Jahren um 1810, 1880, 1910 und 1925 zu sehr häufigen Schälungen kam. Außerdem gab es zwischen den im jeweiligen Jahr verstärkt betroffenen Gebiet keine räumliche Überschneidung – es wurde also nur einmal „geerntet“. Die Indianer nutzten die Rinde offenbar als Notfallreserve, als Surrogat für den in diesen Jahren ausgebliebenen oder in zu geringer Stückzahl erschienenen Lachs. Im Vergleichsgebiet mit sicherem Lachsfang ließen sich solche Häufungen räumlicher oder gar zeitlicher Art nicht nachweisen. Außerdem brauchten sie ein kleineres Gebiet, um sich mit Lebensmitteln versorgen zu können.
Auch für die Verdrängung der in Nordskandinavien lebenden Samen nach Norden lassen sich CMTs auswerten. An manchen Stellen bricht das Schälen der Rinde, die die Samen gleichfalls als Nahrungsmittel aufbereiteten, von einem Jahr auf das andere ab. Schweden und Finnen, die die Samen im 18. bis 20. Jahrhundert nach Norden verdrängten, kannten Rinde nicht als Nahrungsmittel. Der älteste Fund deutet auf Rindenschälung bereits um 800 v. Chr. hin, so dass sich für Skandinavien Forschungsmöglichkeiten andeuten, die ihren Schwerpunkt in den schriftarmen oder -losen Abschnitten der nicht-samischen Geschichte haben könnten.
Inzwischen ist das Bestimmungsverfahren so verfeinert, dass auch fossile Bäume untersucht werden können. Die ältesten lebenden CMTs ließen sich bisher in British Columbia nachweisen. Sie stammen aus dem 12. Jahrhundert.
In Australien konzentriert sich die Arbeit auf red (river) gum (Eucalyptus camaldulensis) und grey box (Eucalyptus moluccana). Die Verwendung dieser Bäume für Ernährung und im weiteren Sinne handwerklichen Bedarf ähnelt der in Nordamerika. Ungewöhnlich ist aber, dass Holz zur Herstellung von einer Art Kletterschuh gebraucht wurde, um Opossums auf Bäume verfolgen zu können. Rhoads publizierte 1992, dass in einem Gebiet von 10.000 km² in Südwest-Victoria 228 CMTs nachweisbar waren. Diese befinden sich meistens in der Nähe ehemaliger Lager der Aborigines.
Besonders intensiv wurde die Bob Marshall Wilderness in Nordwest-Montana untersucht. Sie umfasst über 3000 km² (mit den benachbarten Wildgebieten sogar über 6000 km²) und ist nie einer forstwirtschaftlichen Nutzung ausgesetzt gewesen. Auch Straßenbauten oder eine agrarische Nutzung kamen hier nicht vor. Dennoch war das Gebiet lange bewohnt. So ließ sich nur anhand der CMTs die Anwesenheit von Indigenen von 1665 bis 1938 nachweisen.
Im amerikanischen Südwesten wurden CMTs der Zuñi nachgewiesen und untersucht. Im Grenzgebiet zwischen Arizona und New Mexico lassen sich große Zahlen an Gelb-Kiefern mit Abschälungen des essbaren Kambiums finden. Datierungen und Vergleiche mit bekannten Niederschlagsdaten zeigen, dass es sich dabei nicht um Nahrung in ausgesprochenen Trocken- und Notzeiten handelte, sondern dass das besonders kalziumreiche Kambium zum gewöhnlichen Nahrungsspektrum gehörte. Sowohl Individuen im kleinen Maßstab als auch Gruppen in gemeinschaftlicher Arbeit gewannen die Baumrinde.

## Perspektiven
Keine historische Quelle ist mit Blick auf die schriftlosen Kulturen so stark gefährdet, zugleich aber so präzise wie die CMT-Archive. Genaue zeitliche Aussagen sind in Ermangelung schriftlicher Quellen meistens nur durch ihre Analyse möglich. In ihrer Gesamtheit erlauben sie sehr weitgehende Aussagen, erfordern aber auch eine strenge Methodik und Fragestellungen, die erst noch entwickelt werden müssen. Eine wichtige Voraussetzung ist die Erfassung von Urwäldern, der old growth forests. Daher wird der Schutz dieser Gebiete aus ökologischen, kulturellen und Forschungsgründen vorangetrieben.
Länder, deren Wälder, zumindest partiell, noch in beinahe unberührtem Zustand sind, haben erst teilweise, manche noch gar nicht das Potenzial dieser Bäume erkannt. Für die Erforschung der Geschichte Nordasiens etwa könnten die CMTs eine wichtige Rolle spielen, wie einige Studien zeigen.
In Kanada, wo sich die Forschung während fast zwei Jahrzehnten weitgehend auf British Columbia beschränkte, werden CMTs nun auch in anderen Provinzen nachgewiesen, erstmals 2001 im Nagagamisis Provincial Park in Ontario. Die Bäume sind überwiegend zwischen 80 und 110 Jahre alt, einige möglicherweise über 400.
David Garrick hat allein auf Hanson Island 1800 CMTs dokumentiert, so dass die Kwakwaka'wakw ein Moratorium erreichen konnten, um das Fällen der Bäume zu verhindern. Garrick erfasste auf dem Gebiet der Gitga’at-First Nation, im Great Bear Rainforest an der Westküste British Columbias, weitere 300 CMTs, die von Holzfällern bedroht waren. Sie sollten die Bäume fällen, um eine umstrittene Straße bei Langford ausbauen zu können. Im Februar 2008 berichtete der Times-Colonist von der Räumung eines Protestlagers auf Anordnung der Stadt.
1985 begann im Washingtoner Gifford Pinchot National Forest ein Schutzprogramm, nachdem an 338 Stellen über 6000 CMTs identifiziert werden konnten. Allerdings wurde nur die Hälfte der Bäume unter Schutz gestellt.
In den USA wächst das Interesse am Schutz der Bäume, zumal nicht nur menschliche Faktoren diese historischen Quellen zerstören, sondern auch natürliche wie die Lebenserwartung der Bäume oder Baumkrankheiten. 17 CMTs wurden im Gebiet Blue Mountain im Pike National Forest gefunden, mindestens 26 im Florissant Fossil Beds National Monument, dazu kommen über 200 Jahre alte Bäume im Manitou Experimental Forest nördlich von Woodland Park. Die meisten dieser im Gebiet der Ute stehenden Gelb-Kiefern haben jedoch nur eine Lebenserwartung von 300 bis 600 Jahren. Im Indian Grove im Great-Sand-Dunes-Nationalpark befinden sich 72 alte Gelb-Kiefern, die wohl von Ute zwischen 1816 und 1848 geschält worden sind. Im Februar 2008 beschloss die Colorado Historical Society, über 7 Millionen Dollar in verschiedene Bildungs- und Forschungsprojekte zu investieren, unter ihnen ein CMT-Projekt im Mesa Verde National Park.
Dass CMTs auch in anderen Regionen zu bemerkenswerten Forschungen genutzt werden können, zeigen zwei Beispiele aus Südfrankreich. Zudem bergen CMTs auch für die Ur- und Frühgeschichte Möglichkeiten, die bisher noch gar nicht ins Auge gefasst worden sind.